# Similonedine
Similonedine is een kevergeslacht uit de familie van de boktorren (Cerambycidae). De wetenschappelijke naam van het geslacht werd voor het eerst geldig gepubliceerd in 1993 door Hua.

## Soorten
Similonedine is monotypisch en omvat slechts de volgende soort:
- Similonedine brunniofasciata Hua, 1993